# Ким Ён Сик (футболист)
Ким Ён Сик (хангыль:김용식, яп. 金 容植; 25 июля 1910, Синчхон — 8 марта 1985, Сеул) — японский и южнокорейский футболист, игравший на позиции полузащитника.

## Карьера

### Клубная карьера
Начинал играть в футбол в составе команды Высшей школы Кюнсин (Kyungshin). В 1933 году присоединился к вновь созданной команде en:Kyungsung FC из Сеула, в её составе в 1935 году стал обладателем Кубка Императора. В 1937 году перебрался на Японские острова и выступал за Университет Васэда, но уже через полгода вернулся на Корейский полуостров. Одновременно с карьерой футболиста, работал журналистом газеты «Дунъя Ильбо» («Восточноазиатская ежедневная газета»).
В дальнейшем выступал за клубы Boseong All-Stars, Pyeongyang FC, Kyungsung FC, Joseon Industries. В 1938 году в составе команды «Посон» стал победителем корейской секции чемпионата Японии, а в финальном стадии его клуб уступил Университету Васэда. В период Корейской войны играл за команды, представлявшие армию Южной Кореи.
В 1952 году завершил карьеру, в честь него в том же году был проведён прощальный матч между сборной Кореи и сборной университетов.

### Национальная сборная
С 1936 по 1940 год сыграл за национальную сборную Японии 3 матча. Дебютировал в составе сборной на Олимпийских играх 1936 года 4 августа 1936 года в матче против Швеции, всего на Олимпиаде провёл два матча. Ещё одну игру за сборную Японии сыграл в 1940 году. Выступал под японским именем Ёсоку Кин (Yoshoku Kin).
С 1948 года выступал за сборную Кореи, в том числе участвовал в обоих матчах своей команды на Олимпиаде-1948 — против Мексики и Швеции.

### Тренерская карьера
В 1954—1955 годах возглавлял сборную Южной Кореи, участвовал в чемпионате мира 1954. Впоследствии ещё дважды был главным тренером сборной. В 1960 году привёл команду к победе в Кубке Азии.
Также возглавлял южнокорейские клубы. В 1968 году, тренируя клуб «Yangzee», стал чемпионом и обладателем Кубка страны. В 1981 году стал первым главным тренером первого в Корее профессионального клуба «Халлелуйя». Работал в ФИФА и в национальной федерации футбола. В 1985 году включён в зал славы корейского футбола. Специалисты называют его «отцом послевоенного корейского футбола».

## Статистика за сборную
| Сборная Японии | Сборная Японии | Сборная Японии |
| Год            | Матчи          | Голы           |
| -------------- | -------------- | -------------- |
| 1936           | 2              | 0              |
| 1937           | 0              | 0              |
| 1938           | 0              | 0              |
| 1939           | 0              | 0              |
| 1940           | 1              | 0              |
| Итого          | 3              | 0              |